# Rzepicha austriacka
Rzepicha austriacka (Rorippa austriaca  (Crantz) Spach) – gatunek rośliny z rodziny kapustowatych. Występuje w Europie i Ameryce Północnej.
W Polsce rośnie w rozproszeniu na terenie całego kraju.

## Morfologia

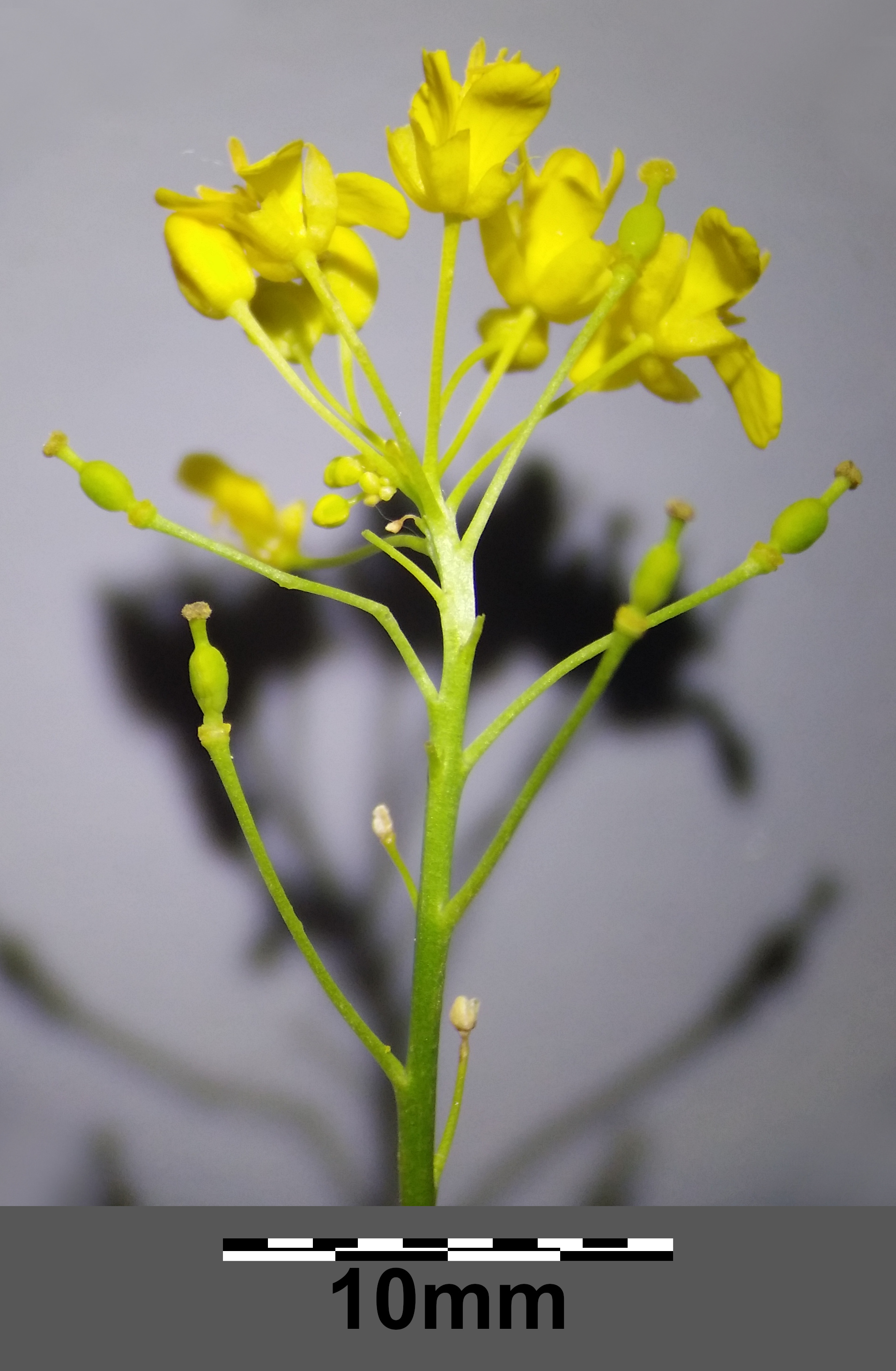
Kwiaty

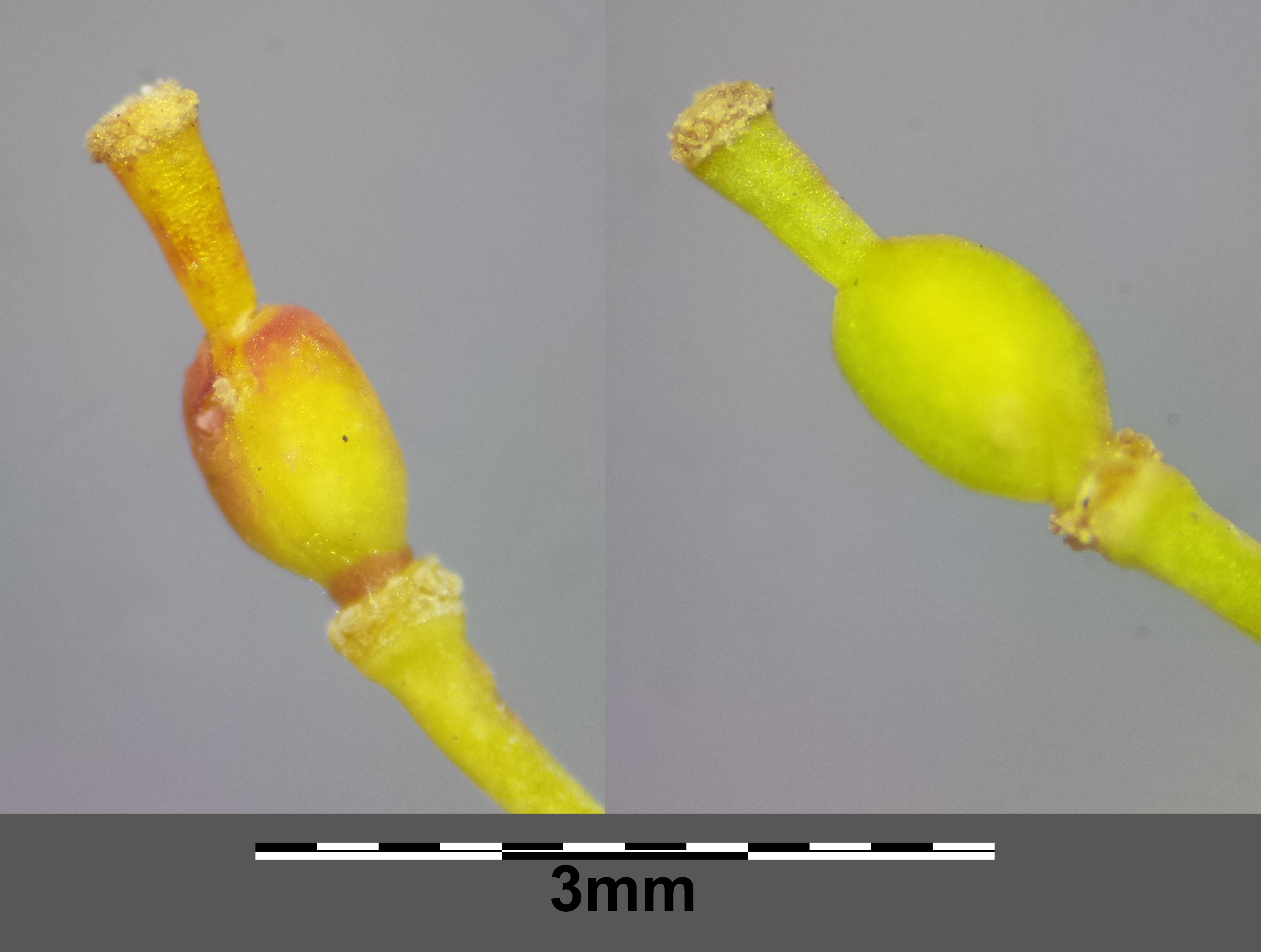
Owoce

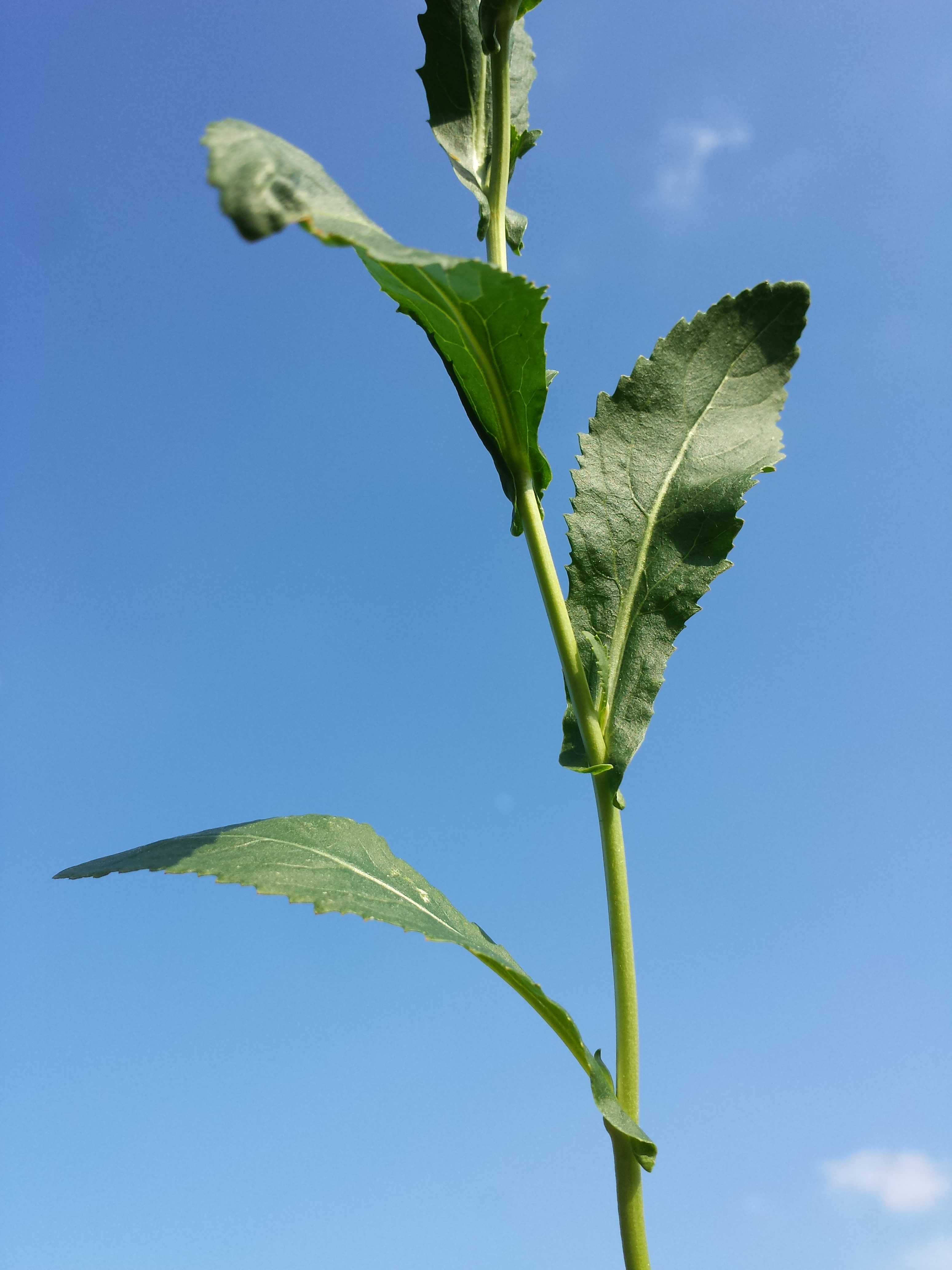
Liście

ŁodygaO wysokości 30–60 cm.
LiścieLancetowate, piłkowane na brzegu. Liście dolne łopatkowate. Liście średnie i górne siedzące, z uszkowatą nasadą.
KwiatyŻółte; płatki korony dłuższe od kielicha.
OwocWielokrotnie krótsza od szypułki, kulista łuszczynka.

## Biologia i ekologia
Bylina, hemikryptofit. Kwitnie od czerwca do sierpnia. Rośnie w murawach zalewowych. Liczba chromosomów 2n =16. Gatunek charakterystyczny muraw zalewowych ze związku Agropyro-Rumicion crispi.

## Zagrożenia i ochrona
Roślina umieszczona na polskiej czerwonej liście w kategorii DD (stopień zagrożenia nie może być określony). Znajduje się także w czerwonej księdze gatunków zagrożonych w kategorii LC (najmniejszej troski).